# Хвагван
 Хвагван  (кор. 화관) — корейский вид головного убора сродни диадеме.
Предположительно появился в государстве Силла во время правления вана Мунму (кор. 문무왕), стал частью корейского платья при династии Тан.
Головной убор похож на чоктури по форме и предназначению, но более празднично убран.
По ткани аксессуара шла золотая нить, был украшен жемчугом и нефритом.

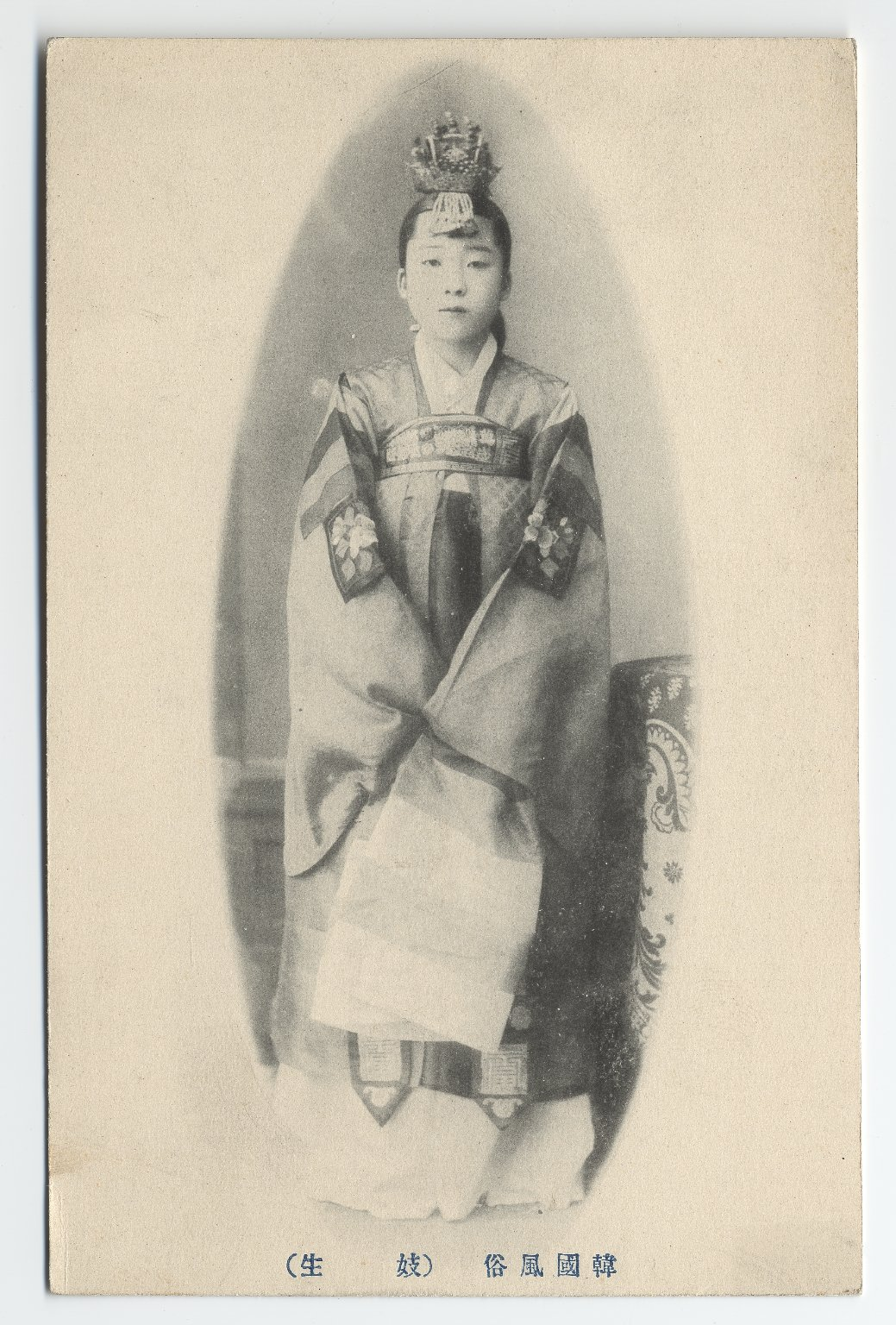
Уиллард Дикерман Стрейт и ранние американо-корейские дипломатические отношения, библиотека Корнеллского университета. Заголовок: танцовщица Дата: ок. 1904.

Первоначально головной убор предназначался для коронации и был призван подчёркивать статус владелицы. Простые люди не имели право носить хвагван. Гораздо позже, на 12 году правления вана Чонджо, стал дополнять свадебное платье невесты незнатного происхождения.